# Paul Deussen

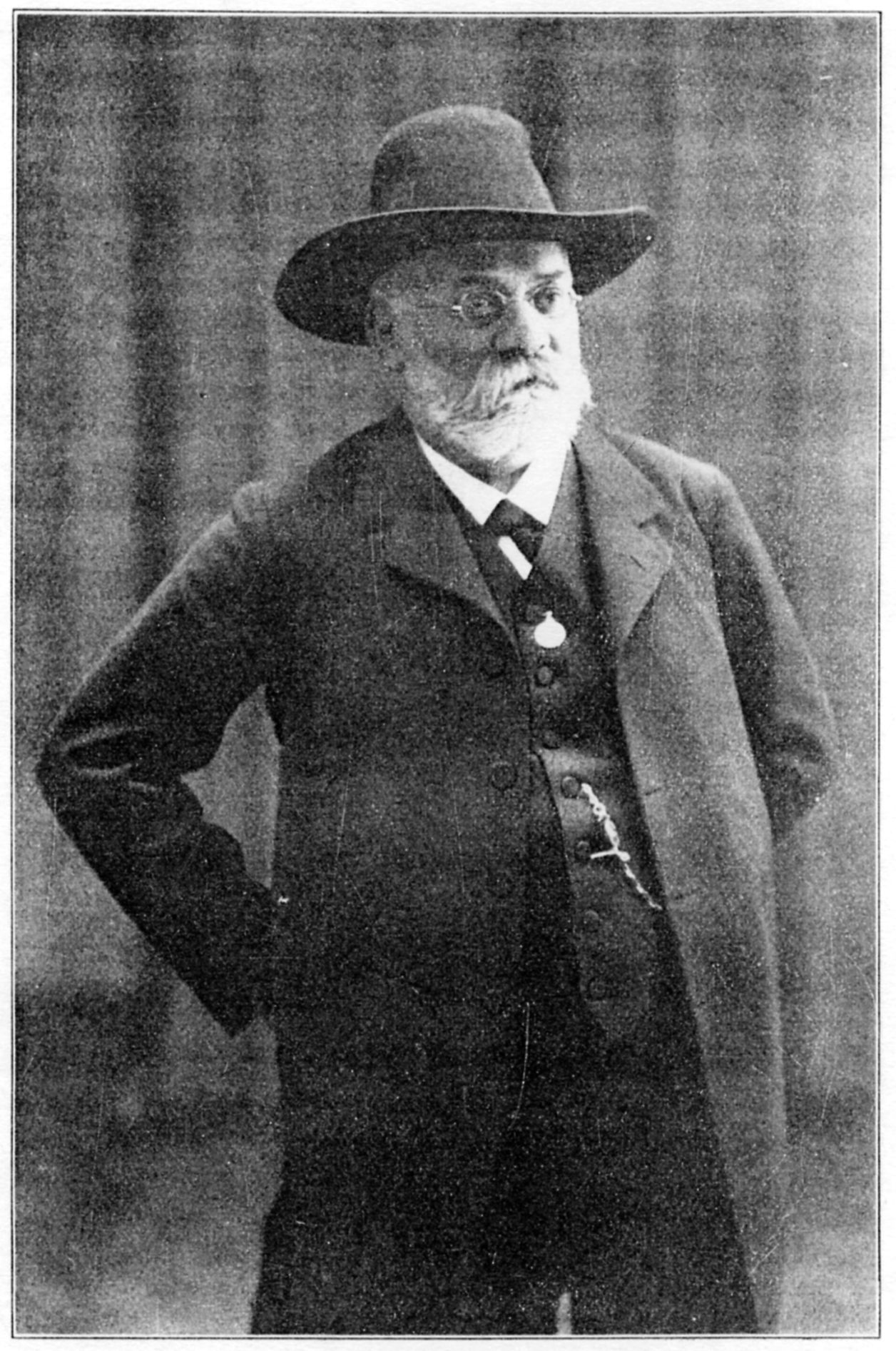
Deussen ca. 1914

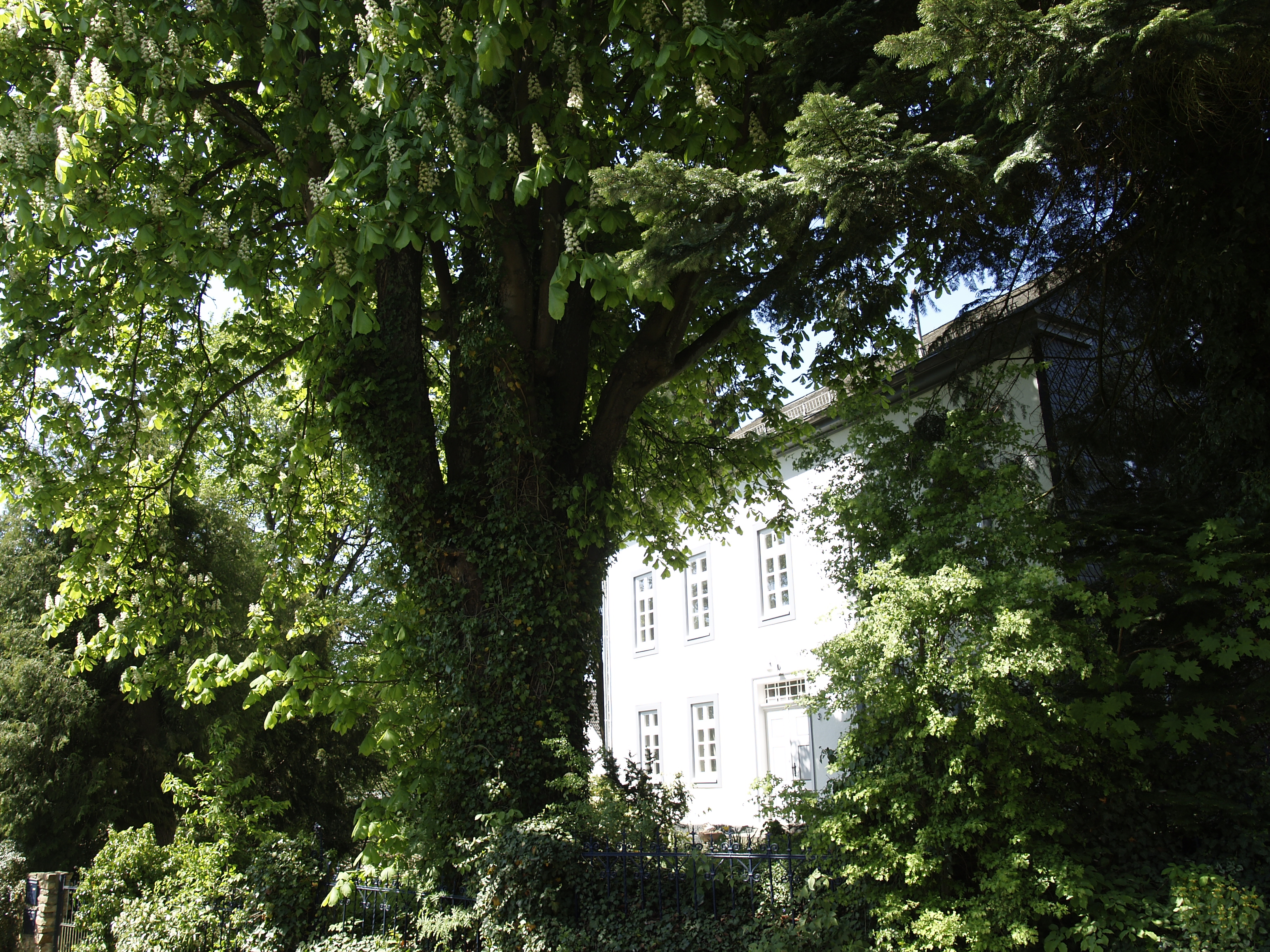
Paul Deussens Geburtshaus in Oberdreis

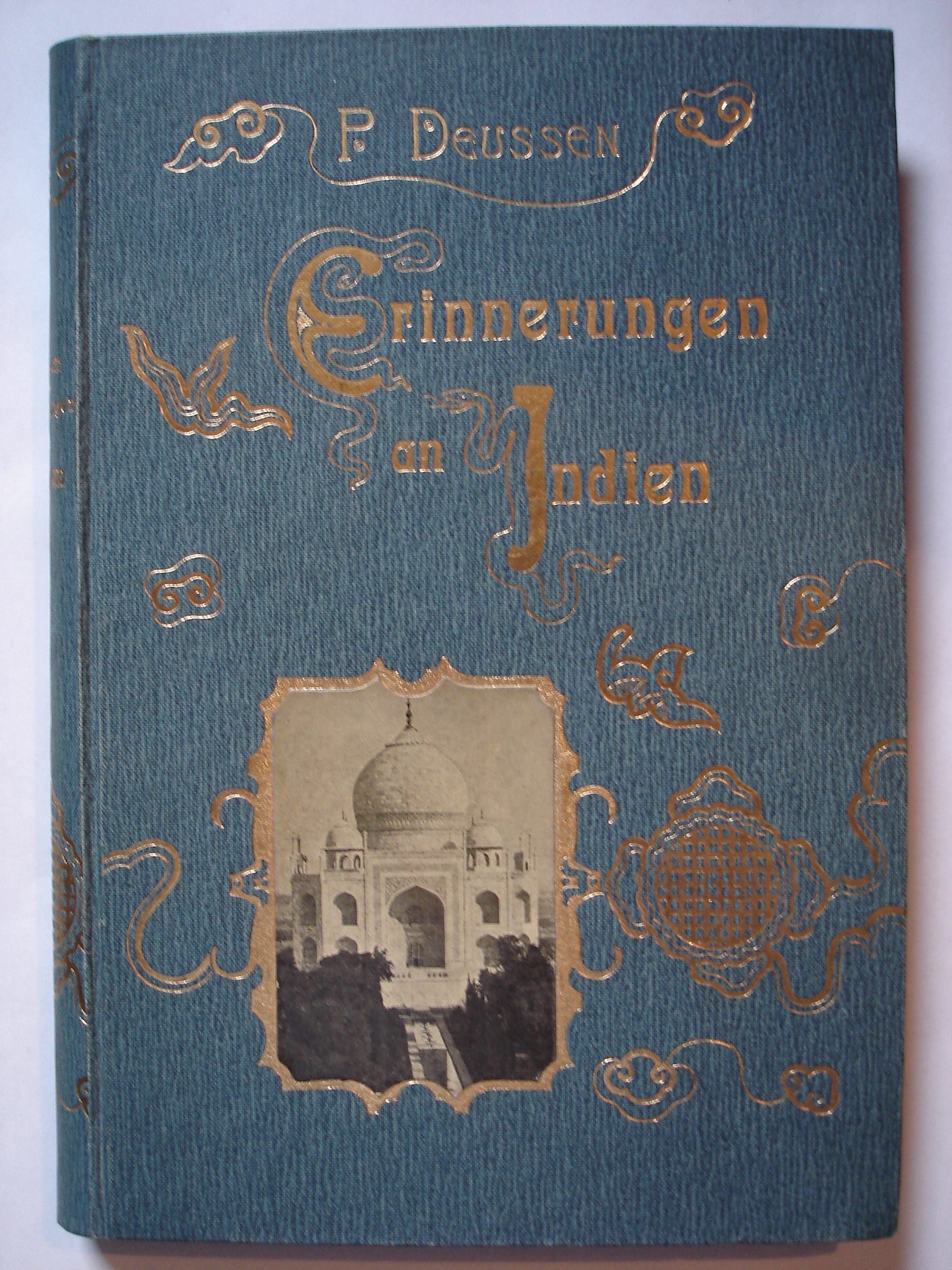
Deussens Reisebericht Erinnerungen an Indien (1904)

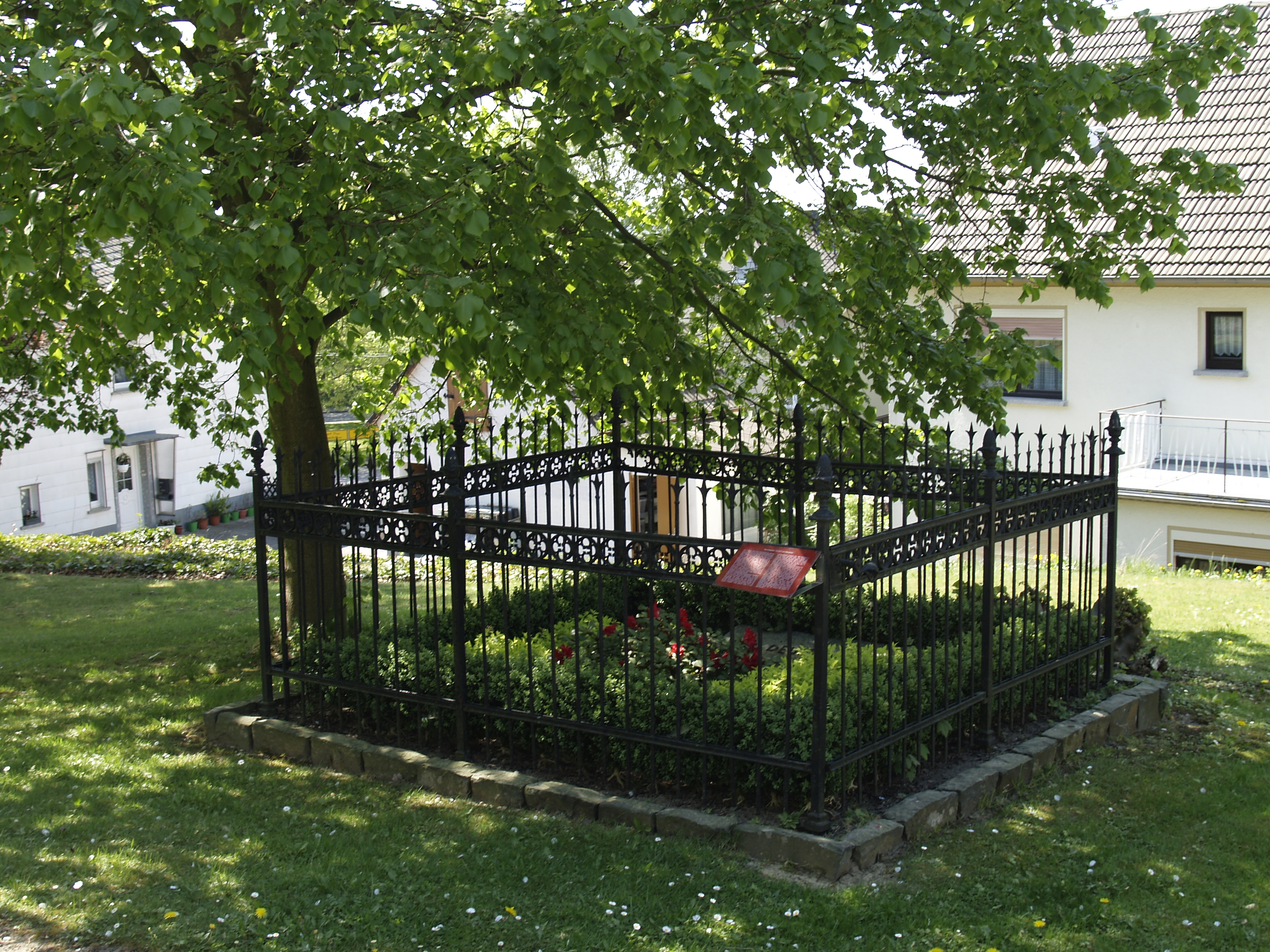
Deussens Grabstätte in Oberdreis

Paul Jakob Deussen (* 7. Januar 1845 im Westerwalddorf Oberdreis; † 6. Juli 1919 in Kiel) war ein deutscher Philosophie-Historiker und Indologe. Überdies war er Gründer der Schopenhauer-Gesellschaft und lebenslanger Freund von Friedrich Nietzsche. Deussen, der mit dem indischen Philosophen und Hindu-Heiligen Vivekananda bekannt wurde, gilt als erster westlicher Gelehrter, der das indische Denken der abendländischen Philosophie gleichwertig an die Seite stellte.

## Leben
Aufgewachsen als Westerwälder Pfarrerssohn, besuchte Deussen fünf Jahre gemeinsam mit Nietzsche das Internat Schulpforta bei Naumburg. Nach dem Abitur 1864 studierten sie zwei Semester in Bonn und wurden gemeinsam Mitglieder bei der Bonner Burschenschaft Frankonia. In Bonn entdeckte Deussen das Sanskrit. Während Nietzsche nach Leipzig wechselte, setzte Deussen sein Studium der klassischen Philologie in Tübingen und Berlin fort. Nach seiner Promotion über Platons Dialog Sophistes war er als Gymnasiallehrer in Minden und Marburg tätig. Nietzsche, der ihn inzwischen zu Schopenhauer bekehrt hatte, vermittelte ihm eine gutdotierte Hauslehrerstelle bei einem russischen Industriellen in Genf, wo er gleichzeitig als Privatdozent an der dortigen Universität philosophische Vorlesungen hielt und das Sanskrit-Studium begründete.
Da sein Zögling Ingenieur werden sollte, ging Deussen mit ihm nach Aachen. Hier hielt er am Polytechnikum Vorlesungen über die Philosophie Schopenhauers, was ihm Protestartikel der dem politischen Katholizismus nahe stehende Zeitung „Echo der Gegenwart“ und heftige Kritik im Preußischen Landtag einbrachte. Das zuständige Handelsministerium machte ihm zur Auflage, philosophiegeschichtlich sich auf die Entwicklung von Platon bis Kant zu beschränken. Deussen verzichtete daraufhin auf das „unchristliche“ indische Gedankengut Schopenhauers, nicht aber auf eine Darstellung der Vorsokratiker. Zu Hunderten strömten die Zuhörer in seine Vorlesungen, deren schriftliche Resümees er verteilen ließ und 1877 als Buch herausgab.
Die „Elemente der Metaphysik“ wurden später in ganz Deutschland zu einem vielbenutzten Lehrwerk.
Nach einer weiteren Hauslehrerstelle bei einem Fürsten in der Ukraine habilitierte sich Deussen in Berlin mit dem indologischen Werk „Das System des Vedanta“. Mit Nietzsche blieb er in brieflichem Kontakt; zu persönlichem Wiedersehen kam es mehrfach in Basel und 1887 in Sils-Maria, wo Deussen ihn in Begleitung seiner jungen Frau Marie (geb. Volkmar) aufsuchte. Deussen war auch einer der wenigen Getreuen, die dem seit 1889 geistig umnachteten Nietzsche in Naumburg Krankenbesuche abstatteten. Im selben Jahr wurde Deussen als ordentlicher Professor nach Kiel berufen, wo er begann, seinen Lebensplan einer „Allgemeinen Geschichte der Philosophie mit besonderer Berücksichtigung der Religionen“ in die Tat umzusetzen.
1892/93 unternahm Deussen mit seiner Frau eine halbjährige Reise nach Indien. In Bombay hielt er eine für den erwachenden Neo-Hinduismus bedeutsame Rede über den Advaita-Vedanta und sein Verhältnis zur westlichen Metaphysik. In den Folgejahren arbeitete Deussen an seiner monumentalen Übersetzung von „Sechzig Upanishad's des Veda“, die 1897 erschien und bis heute als Standardwerk gilt.
1911 gründete er die Schopenhauer-Gesellschaft und begann im gleichen Jahr mit der Herausgabe einer ersten historisch-kritischen Gesamtausgabe der Werke Schopenhauers.
Den Ausbruch des Ersten Weltkriegs hat er vehement verurteilt.
Deussen ließ sich leiten von der philosophischen Grundüberzeugung, dass „in allen Ländern und zu allen Zeiten, in allen Nähen und Fernen es eine und dieselbe Natur der Dinge (ist), welcher ein und derselbe Geist betrachtend gegenübersteht. Wie sollte es da anders sein können, als dass der denkende Geist, sofern ihn nicht Traditionen und Vorurteile blenden, sofern er der Natur rein und unbefangen gegenübersteht, in seiner Erforschung derselben überall, in Indien wie in Griechenland, in alter wie in neuer Zeit zu den gleichen Ergebnissen gelangen müsste.“
Die Grabstätte Paul Deussens befindet sich auf dem Kirchhügel neben der evangelischen Kirche von Oberdreis.

## Deussen und der Advaita Vedanta
Deussen war überzeugt, dass der Advaita Vedanta in Indien eine omnipräsente Stellung einnimmt und vertritt diese These nicht nur in seiner bekannten Rede in Bombay, sondern auch in seiner gesamten Forschungsarbeit. Aus diesem Umstand heraus resultierte die Bekanntschaft mit Swami Vivekananda, der Deussens Auffassung teilte. Vice versa sah Deussen in Vivekanandas Position vor allem seine persönliche Auffassung des Hinduismus bestätigt, die den Advaita Vedanta als primäre Religion in Indien versteht. Dies ist historisch gesehen jedoch fraglich; der Advaita Vedanta war ursprünglich nur von und für eine elitäre Minderheit gedacht. Diese Erkenntnis generiert eine weitere Kausalität für die Bekanntschaft zwischen Paul Deussen und Vivekananda. Beide sehen im Advaita Vedanta den „Kern des Hinduismus“. Aufgrund dieser problematischen Annahme findet Deussen in Vivekananda die Bestätigung für die umfassende Präsenz des Advaita Vedanta in Indien, ohne sich dabei mit der Tatsache konfrontieren zu müssen, dass diese Vorstellung nicht zutreffend sein könnte.

## Auszeichnungen
- 1883: Förderpreis der Bopp-Stiftung

## Werke
- Die Elemente der Metaphysik (1877) – „nebst einer Vorbetrachtung über das Wesen des Idealismus“ – 6. Auflage (1919)
- Das System des Vedânta. Nach den Brahma-Sûtra's des Bâdarâyana und dem Commentare des Çankara über dieselben als ein Compendium der Dogmatik des Brahmanismus vom Standpunkte des Çankara aus (1883)
- Die Sûtra's des Vedânta oder die Çariraka-Mimansa des Badarayana nebst einem vollständigen Kommentare des Çankara. Aus dem Sanskrit übersetzt (1887)
- Allgemeine Geschichte der Philosophie mit besonderer Berücksichtigung der Religionen (1894ff.):
  - Band I, Teil 1: Allgemeine Einleitung und Philosophie des Veda bis auf die Upanishad's (1894)
  - Band I, Teil 2: Die Philosophie der Upanishad's (1898)
  - Band I, Teil 3: Die nachvedische Philosophie der Inder (1908)
  - Band II, Teil 1: Die Philosophie der Griechen (1911)
  - Band II, Teil 2,1: Die Philosophie der Bibel (1913)
  - Band II, Teil 2,2: Die Philosophie des Mittelalters (1915)
  - Band II, Teil 3: Die neuere Philosophie von Descartes bis Schopenhauer (1917)
- Sechzig Upanishad's des Veda (1897)
- Erinnerungen an Friedrich Nietzsche (1901)
- Erinnerungen an Indien (1904)
- Vedânta und Platonismus im Lichte der Kantischen Philosophie (1904)
- Vedânta, Platon und Kant (1917)
- Mein Leben (1922). Digitalisat der Universitätsbibliothek Kiel